# HFB 314
Die HFB 314 war ein in den 1950er-Jahren entwickeltes deutsches Passagierflugzeug mit Strahlturbinen-Antrieb. Es war die erste eigene Entwicklung der Hamburger Flugzeugbau und die erste Entwicklung eines zivilen Flugzeugs in der Bundesrepublik Deutschland nach dem Zweiten Weltkrieg. Das Projekt scheiterte letztlich an der fehlenden Finanzierung.

## Geschichte
1957 wurde in der Bundesrepublik Deutschland unter der Ägide des damaligen Wirtschaftsministers Ludwig Erhard ein Wettbewerb für Verkehrsflugzeuge ausgeschrieben. Die Hamburger Flugzeugbau GmbH entwickelte daraufhin unter dem Chefingenieur Hans Wocke die HFB 314 für bis zu 80 Passagiere. Wocke nutzte dabei die Erfahrungen aus der Entwicklung der 152 und anderer Typen der Elbe Flugzeugwerke in Dresden, die er kurz zuvor verlassen hatte. Das Projekt wurde von der Lufthansa positiv beurteilt. Die Hamburger Flugzeugwerke waren jedoch nicht in der Lage, die Entwicklung aus eigenen Mitteln zu finanzieren und beantragten deshalb bei der Bundesregierung eine Finanzierung für die Entwicklung und den Bau von zwei Prototypen von mindestens 55 Mio. DM, die nach langen Verhandlungen 1960 endgültig abgelehnt wurde Vermutet wird, dass die Finanzierung zumindest auch versagt wurde, um die deutsch-französischen Beziehungen nicht zu belasten, da die HFB 314 in Konkurrenz zur Caravelle gestanden hätte und dieser möglicherweise überlegen gewesen wäre.
Nach dem Scheitern des Projektes entwickelte die Hamburger Flugzeugbau die deutlich kleinere HFB 320.

## Konstruktion
Die HFB 314 war als freitragender Tiefdecker mit Doppeldeltaflügel, einziehbarem Dreibeinfahrwerk mit Bugrad und T-Leitwerk geplant. Die Tragfläche ähnelte der in Dresden projektierten, aber ebenfalls nicht gebauten 160. Die Pfeilung der Innenflügel war größer als die der Außenflügel. Eine Besonderheit war die Anbringung der Triebwerke am Heck. Sie sollten teilweise in den Rumpf integriert werden, also nicht wie üblich an Stielen angebracht werden. Das Flugzeug sollte eine Druckkabine erhalten. Der Rumpf war als Doppelrohr geplant und hätte einen für die damalige Zeit großen Frachtraum gehabt.

## Technische Daten
| Kenngröße             | Daten                                                 |
| --------------------- | ----------------------------------------------------- |
| Besatzung             | 3?                                                    |
| Passagiere            | max. 80                                               |
| Länge                 | 36,75 m                                               |
| Spannweite            | 28,40 m                                               |
| Flügelfläche          | 114,50 m²                                             |
| Startmasse            | 40.500 kg                                             |
| Reisegeschwindigkeit  | 950 km/h in 11 km Höhe                                |
| Höchstgeschwindigkeit | Mach 0,83                                             |
| Mittlere Flughöhe     | 11.000 m                                              |
| Reichweite            | max. 1400 km mit voller Nutzlast (10 t), max. 4400 km |
| Triebwerke            | zwei Rolls-Royce 141-3 Medway mit je 6410 kp Schub    |